# Bundesstraße 187a
Die Bundesstraße 187a (Abkürzung: B 187a) ist eine deutsche Bundesstraße im Bundesland Sachsen-Anhalt.

## Überblick
- Anfangspunkt: Köthen-Porst
- Endpunkt: Zerbst/Anhalt

## Geschichte/Weiteres

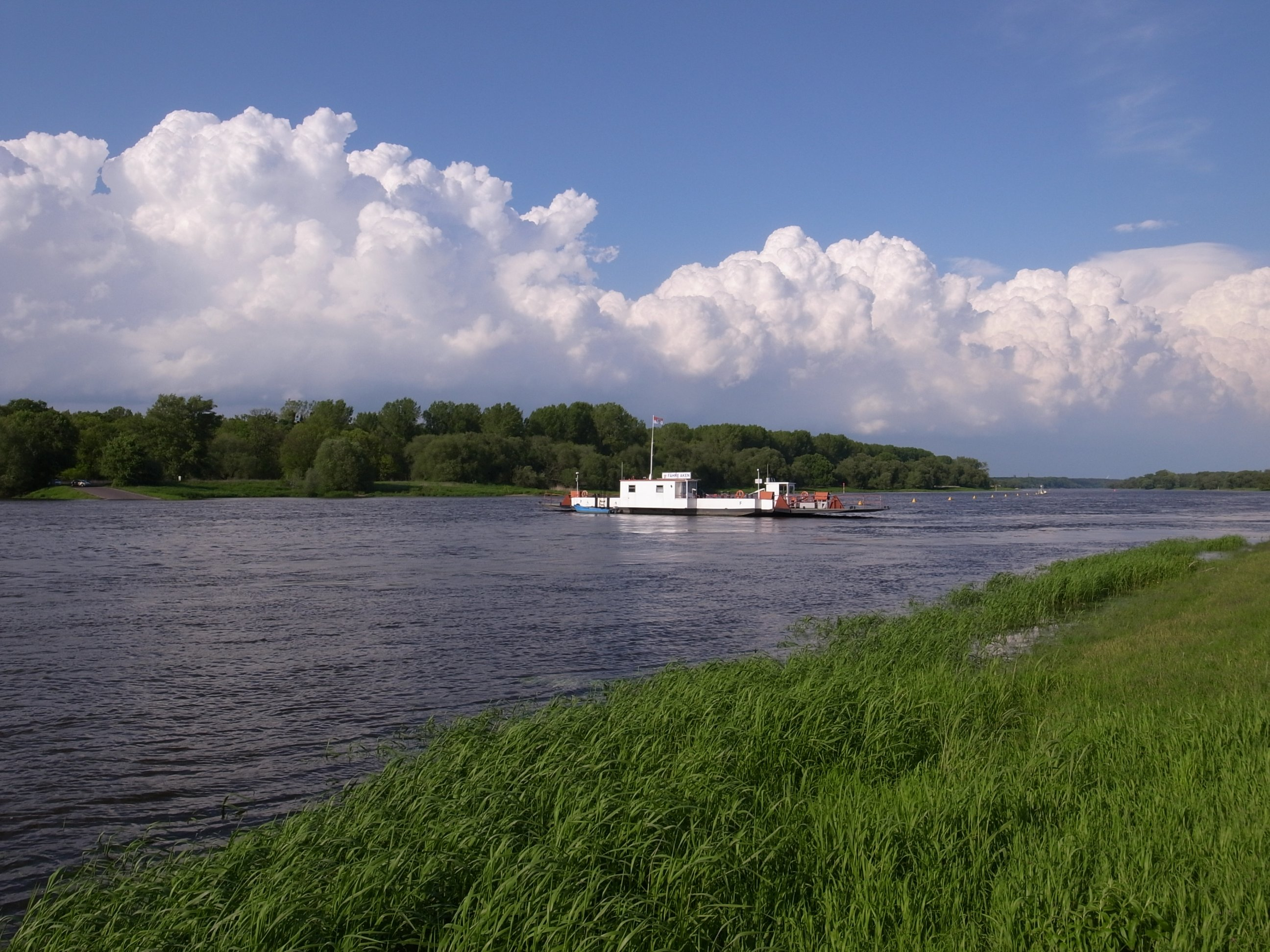
Fähre bei Aken

Die Nummer 187a wurde zu Zeiten der DDR vergeben, um das Netz der Fernstraßen zu füllen. Anders als in der Bundesrepublik Deutschland, wo neue Nummern ab 399 auftauchten, wurden in der DDR Nummern mit einer a-Erweiterung verwendet.
Nördlich von Aken wird die Elbe mittels einer Gierseilfähre überquert.
Der Teil der B 187a zwischen Zerbst und Coswig (Anhalt) wurde vor einigen Jahren abgestuft. Die B 187a verläuft damit seit der Kreisreform Sachsen-Anhalt 2007, also seit 1. Juli 2007, ausschließlich durch den Landkreis Anhalt-Bitterfeld.